# دوردوین (رود)
 دوردوین رودی است که به رودخانه گارون در جنوب غربی فرانسه می‌ریزد. این رود از کشور فرانسه می‌گذرد. طول آن ۴۸۳/۱ کیلومتر (۳۰۰/۲ مایل) است. دوردوین و حوضه آب‌خیز آن در ۱۱ ژوئیه ۲۰۱۲ توسط یونسکو به عنوان ذخیره‌گاه زیست کره معرفی شدند.